# Boswin
Boswin – wieś w Anglii, w Kornwalii. Leży 23 km na wschód od miasta Penzance i 389 km na południowy zachód od Londynu.